# Royal Bank of Scotland
No ha de confondre's amb el seu competidor el Bank of Scotland.
El Royal Bank of Scotland (o les sigles RBS) plc (en gaèlic escocès: Banca Rìoghail na h-Alba, en català: Banc Real d'Escòcia), és una de les filials de banca minorista del Royal Bank of Scotland Group, el qual juntament amb el National Westminster Bank i Ulster Bank, ofereix en les seves sucursals serveis bancaris a tot el Regne Unit. El Royal Bank of Scotland té al voltant de 700 sucursals i més de 140.000 treballadors, principalment a Escòcia; no obstant això, existeixen sucursals en molts pobles i ciutats grans d'Anglaterra i Gal·les.
El Banc Real d'Escòcia i la seva capçalera, el Royal Bank of Scotland Group són entitats completament separades del seu banc paisà radicat a Edimburg, el Bank of Scotland, que va ser fundat 32 anys abans. El Bank of Scotland fou tan eficaç recaptant fons per a l'Aixecament jacobita, que com a resultat, es va crear el Royal Bank of Scotland  amb forts llaços amb els partidaris de la Casa de Hannover i dels whigs.
També és conegut per ser el principal patrocinador del Torneig de les sis nacions de rugbi.

## Història
El Banc té el seu origen en la Societat Equivalent (Equivalent Society) creada pel fracàs dels inversors de la Companyia d'Escòcia (Company of Scotland), protegint les compensacions que havien rebut com a part dels acords de les Actes de la Unió de 1707 La Societat Equivalent va esdevenir la Companyia en Equivalent l'any 1724. Els desitjos de la nova companyia eren introduir-se a la banca. El govern britànic va rebre la petició favorable, ja que veia com el seu competidor el Bank of Scotland simpatitzava amb la causa jacobita. En conseqüència, el Nou Banc fou inaugurat l'any 1727 amb el nom Royal Bank of Scotland, i es va designar a Lord Ilay com el seu primer governador.
En 1728, el Royal Bank of Scotland es va convertir al primer banc al món a oferir un servei de girs al descobert (autoritzar saldos negatius).

## Competició amb el Bank of Scotland
La competició entre els bancs, fou feroç, i centrada en l'emissió de bitllets. La política del RBS era deixar fora del negoci al Bank of Scotland (BoS) o prendre-li part del negoci. El RBS va aconseguir una gran quantitat de bitllets del BoS, els quals va adquirir a canvi dels seus propis bitllets, llavors sobtadament els va presentar al cobrament. Per pagar aquests bitllets, el BoS es va trobar forçat a cridar a prestadors, i al març de 1720 a fer suspensió de pagaments. La suspensió va alleugerar immediatament la pressió sobre el BoS i el substancial cost a la seva reputació, però va suposar que el RBS ampliés l'espai de negoci, tot i el contratac del BoS amb les mateixes armes.
Malgrat parlar d'una fusió entre el BoS i el RBS, el RBS no posseïa els mitjans necessaris per completar l'operació. Cap a setembre de 1728 el BoS va començar de nou a rembolsar els seus propis bitllets, amb interessos, i al març de 1729 va poder torna a donar préstecs. Per prevenir similars atacs en el futur, el BoS va posar una “clàusula opcional” en els seus bitllets, atorgant el dret a fer bitllets que reportessin interessos, al mateix temps que es podia retardar el pagament fins a sis mesos, el RBS va fer seguidisme del BoS. Al final tots dos bancs van decidir que la política que havien seguit era mútuament autodestructiva i es va arribar a una treva, que va durar fins que en 1751 tots dos bancs van decidir acceptar els bitllets de l'altre.

## Estructura corporativa
El grup s'estructura en 8 àrees operatives. Cada àrea té al seu torn diverses subsidiàries.

### Marques bancàries
- Child & Co
- Drummond Bank
- NatWest
- NatWest Life
- Royal Bank of Scotland
- Royal Scottish Assurance
- Ulster Bank

### Gestió de patrimonis
- Adam and Company
- Coutts Group
- Coutts Bank von Ernst
- NatWest Offshore
- NatWest Stockbrokers
- Royal Bank of Scotland International

### Serveis - Canals Directes
- Comfort Card
- Style Cards
- Direct Line
- Lombard Direct
- MINT
- Tesco Personal Finance (50% joint venture amb Tesco)
- The One account
- Streamline Merchant Services

### Mercats corporatius
- Angel Trains
- Bibit
- Jamjarcars
- Lombard
- RBS Greenwich Capital
- RBS Nordisk Renting
- WorldPay

### RBS assegurances
- Churchill
- Direct Line
- Privilege
- Devitt Insurance
- UKI Partnerships

### Citizens
Divisió als Estats Units  Citizens Financial Group i Charter One Bank.